# Wealden-groep

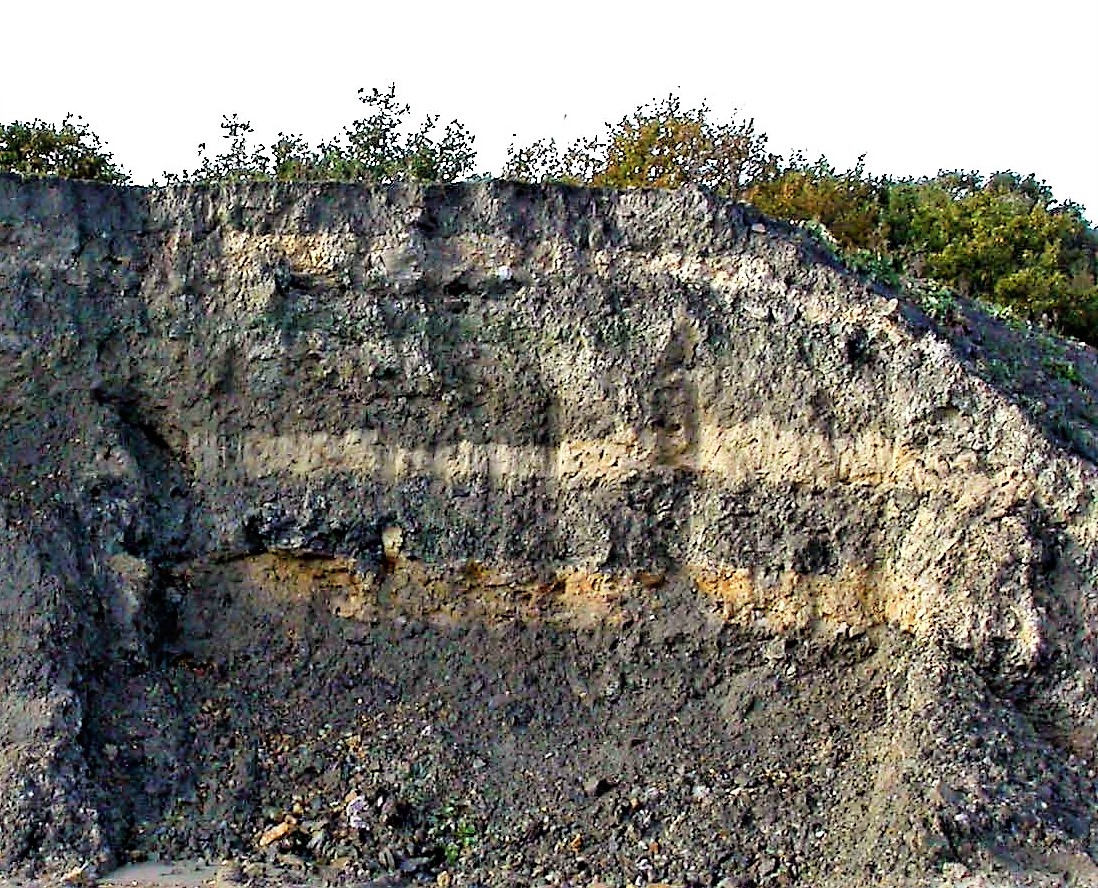
Bexhill Brick Pit in East Sussex

De Wealden Group (verouderd, ook wel: Wealden Formation) is een stratigrafische groep, een opeenvolging van gesteentelagen, in de ondergrond van het zuidoosten van Engeland en het zuidwesten van België. De groep bestaat uit paralisch tot continentaal (op het land afgezet) sedimentair gesteente met een Valanginien tot Barremien ouderdom (140 tot 125 miljoen jaar oud) en is daarmee deel van het Onder-Krijt van Engeland. De naam Wealden is afkomstig van de regio Weald in Kent, Sussex, Surrey en Hampshire.

## Stratigrafie
De groep wordt in twee formaties onderverdeeld: de Vectis-formatie (ouder) en de Wessex-formatie (jonger).
Onder de Wealden-groep bevindt zich de Purbeck-groep, die in Engeland de grens tussen het Jura en Krijt overbrugt. Boven op de Wealden-groep ligt de Lower Greensand-groep (Aptien/Albien van ouderdom).
Het contact tussen deze twee groepen werd gevormd door een eustatische (wereldwijde) transgressie van de zee: de Lower Greensand-groep bestaat in tegenstelling tot de Wealden-groep uit mariene sedimenten.

## Lithofacies
Lithologisch bestaat de Wealden-groep voornamelijk uit zanden en kleien. De zanden zijn vooral in een spoelvlakte afgezet door vlechtende rivieren, de kleien voornamelijk in lagunes in de nabijheid van de zee.
De Wessex-formatie is bekend als vindplek van fossielen, waaronder ook die van dinosauriërs zoals Iguanodon en Hypsilophodon. Secundaire sedimentaire structuren, zoals krimpscheuren (mud cracks) of (in een paar zeldzame gevallen) pootafdrukken van dinosauriërs, laten duidelijk zien dat de Wealden Group op het land is afgezet.
De Wealden-groep is in vrijwel alle Vroeg-Kretaire sedimentaire bekkens van Engeland te vinden. De dagzomen lopen van het Wessex-bekken in het zuiden met een boog tot in het Cleveland-bekken in het noordoosten van Engeland. De dagzomen van de Wealden-groep beslaan een groot deel van het zuiden en zuidoosten van Engeland, inclusief het Isle of Wight. Deze dagzomen vormen de kern van een grote, open anticline die de Weald-Artoisanticline genoemd wordt. Het westen van Engeland en Wales waren in die tijd tektonisch hoger gelegen gebieden waar nauwelijks afzetting plaatsvond, hier bevindt de Wealden-groep zich niet in de ondergrond. Hetzelfde geldt voor het Londen-platform rond Londen en Essex.